# 지누와인
지누와인(Ginuwine, 1970년 10월 15일 ~ )은 미국의 싱어송라이터이다.